# La Barrière sans porte
La Barrière sans porte ou La Passe sans porte (無門關, mandarin : Wumen guan, japonais: Mumonkan) est un recueil de 48 kōan de l'école chan, compilé et publié en 1228 par le moine chinois du courant rinzai WUMEN Huikai (無門) (1183-1260). Avec le Biyanlu (« Recueil de la falaise bleue »), la Barrière sans porte il est l'un des deux plus importants recueils de kōan de la tradition chan. Aux côtés de la tradition orale de Hakuin Ekaku, il est un pilier de la pratique de l'école rinzai. 

## L'ouvrage

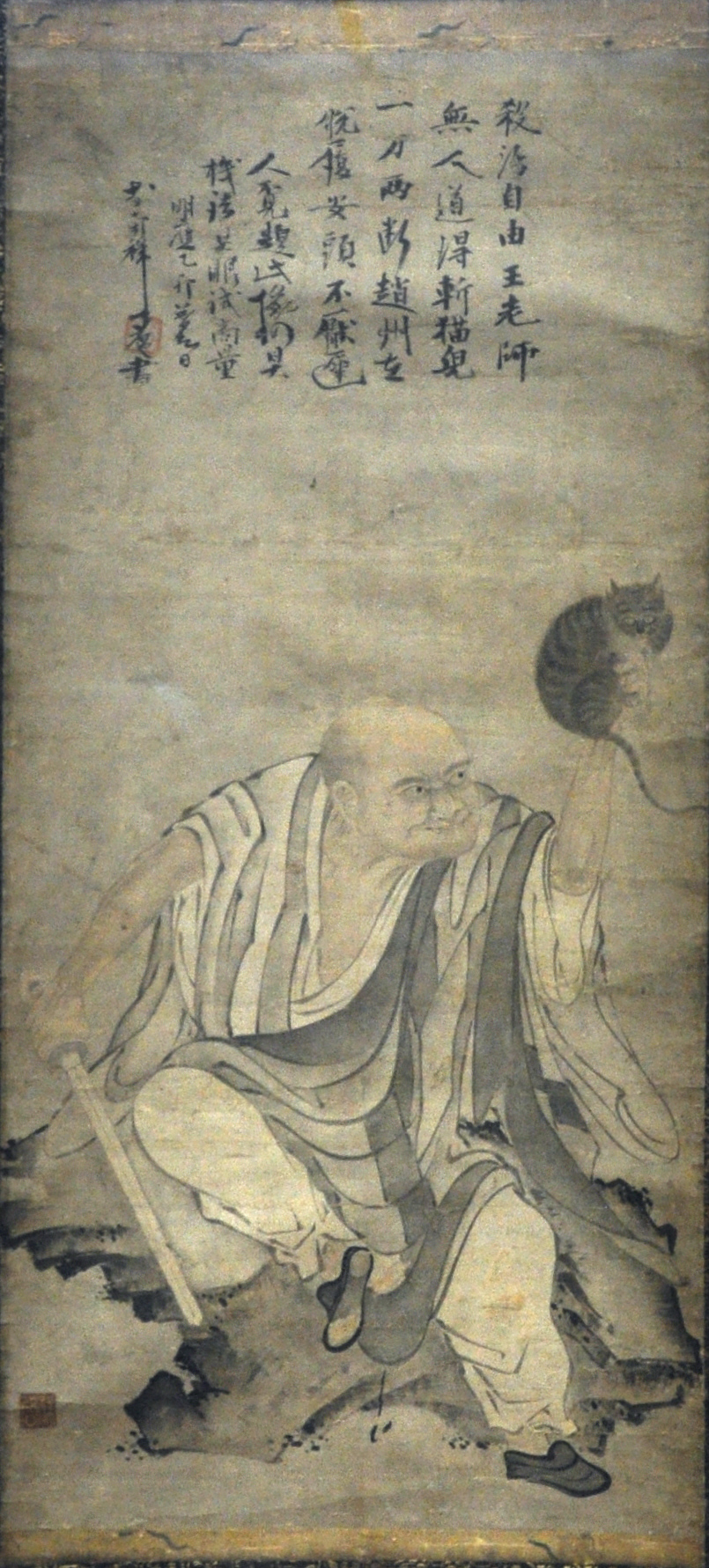
« Le révérend Nansen (748-834) coupe un chat en deux » : un des cas (n° 14) les plus célèbres de l'ouvrage de Wumen. Encre sur papier, par Shōkei Kenkō, 1495. Museum Rietberg, Zürich.

### Titre
Dans le canon Taisho, le titre complet est Chanzong Wumen guan, soit « La passe (guan) sans porte (Wumen) de l'école du dhyâna (Chanzong) ». Son auteur a reçu le surnom de Wumen, littéralement littéralement « méthode (men) du non (wu) », à la suite de son propre travail, durant pas moins de six ans, sur le kôan Wu (jap. Mu), mot signifiant « non/sans ». Le titre Wumen guan devrait donc être traduit « La passe de la méthode du non ». Catherine Despeux rappelle que dans la Chine de ce temps, les passes étaient des forteresses bien gardées qui se trouvaient le long des frontières, et qu'on ne pouvait franchir que si l'on était muni d'un laissez-passer que le gardien vérifiait avant d'ouvrir la porte. Et c'est dans le sens premier des mots qui le composent que le nom Wumen fut interprété : « sans » (wu) « porte » (men), si bien que l'on traduit le titre de l'ouvrage par La passe sans porte ou La barrière sans porte,. 
Le titre pourrait encore être compris d'une autre façon : Wumen, serait un surnom de l'auteur signifiant Sans-Porte, et guan renverrait aux « passes » par lesquelles on entre dans l'éveil (bodhi) — à savoir les kôans de l'ouvrage — et le titre se traduirait alors par Les passes de Sans-Porte. 
Dans la préface, Wumen écrit à propos de son ouvrage et de son titre : « Dans la langue du Bouddha, l'esprit est notre lignée, sans-porte est la méthode de notre doctrine. Mais comment franchir une passe s'il n'y a pas de porte ? (...) Ceux qui cherchent à comprendre par des explications prennent un bâton pour frapper la lune ou grattent leur chaussure quand leur pied les démange. Quelle folie ! » Et il conclut cette préface par ce quatrain : « La grande Voie est sans porte, / Mille chemins de traverse y mènent. Une fois franchie cette passe, / Seul, tu promènes dans l'univers. »

### Composition
À l'été 1228, à la demande de ses disciples, Wumen donna un enseignement sur 48 kôans provenant de différents recueils de Transmission de la lampe. Ils furent réunis en un ouvrage publié pour la première fois le 5 novembre 1228, avant d'être présenté, deux mois plus tard, à l'empereur Lizong, le jour même de son anniversaire, le 5 janvier 1229. L'année suivante, Wuliang Zongshu ajouta trois stances au chapitre 47 (correspondant aux « trois passes » (ou énigmes) de ce chapitre. En 1245, Wu'an rédigea un épilogue et l'année suivante, un laïc du nom d'Anwan jushi ajouta un quarante-neuvième cas.
C'est cette version avec 49 cas et une préface de Wumen qui a été intégrée au canon Taisho. Chaque cas est divisé en trois parties: le kōan, un commentaire et d'un verset de quatre vers (jakugo), tous deux dus à Wumen. 

## Postérité
L'ouvrage a souvent été préféré au Biyanlu, considéré comme plus complexe, et il a été largement utilisé dans le zen comme manuel pour la formation des étudiants,. Il a été introduit au Japon en 1254 par le moine Shinchi Kakushin (1207-1298), qui avait pratiqué en Chine sous la direction de maître Wumen, lequel lui a offert un exemplaire lors de son retour au Japon. Le livre est connu dans ce pays sous le titre de Mumonkan. Plus tard, il est aussi devenu populaire en Occident, en particulier par diverses traductions en anglais dans la deuxième moitié du XXe siècle. Il a été traduit en français en 1963.